# Norra Valdshult
Valdshult är kyrkbyn i Valdshults socken i Gislaveds kommun, Jönköpings län. Valdshults kyrka ligger i byn.